# Lutjanus analis

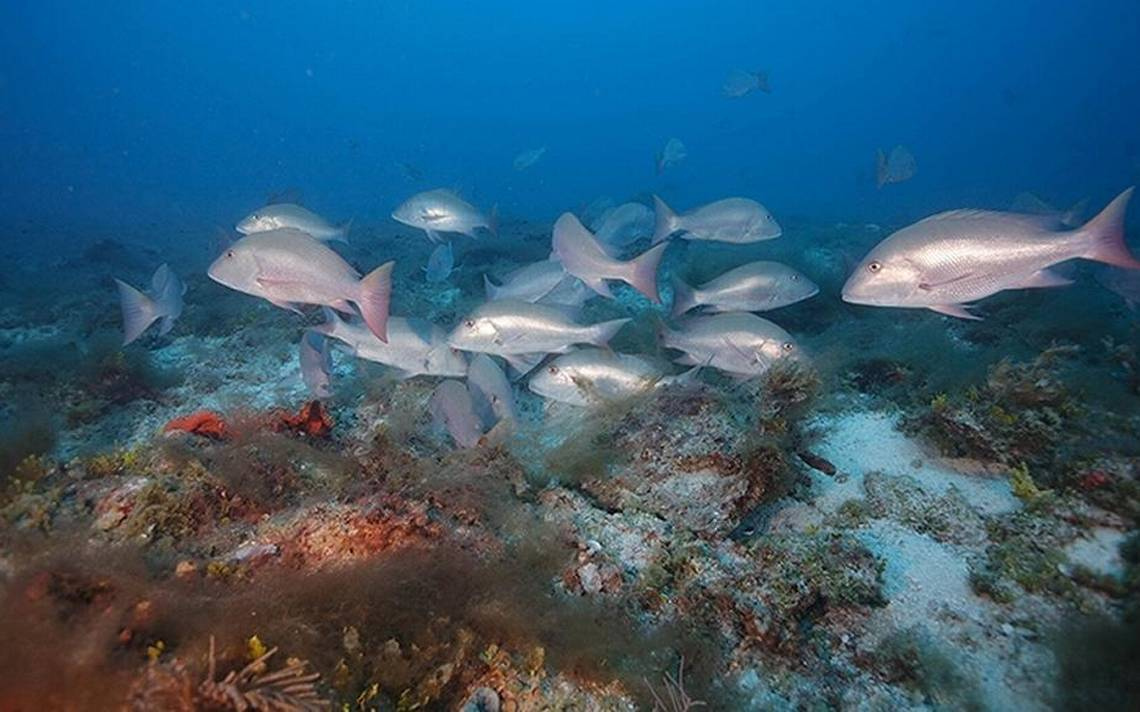
Banco di L. analis

Lutjanus analis (Cuvier, 1828) è un pesce osseo marino della famiglia Lutjanidae.

## Distribuzione e habitat
Questa specie è endemica dell'oceano Atlantico occidentale tropicale e subtropicale. L'areale va dal Massachusetts (molto raro) al Brasile meridionale comprendendo il golfo del Messico, l'intero mar dei Caraibi, le Bahamas e le Bermuda (dove è stato introdotto). É comune però solo lungo le coste della Florida meridionale, delle Antille e delle Bahamas.
È una specie adattabile che occupa svariate tipologie di habitat costieri della piattaforma continentale. Si può trovare in ambienti di barriera corallina, di estuario, su praterie di alghe o fanerogame marine, in aree a fondo sabbioso o fra le mangrovie, sia lungo le coste continentali che attorno alle isole. Gli adulti sono più comuni in ambienti corallini o a fondo duro mentre i giovanili mostrano una preferenza per le praterie di Thalassia e possono penetrare in acque dolci.
La distribuzione batimetrica va da 25 a 95 metri, comunemente si trova tra 40 e 70 metri.

## Descrizione
Ha corpo abbastanza alto, con dorso che si eleva dopo l'occhio. La bocca è armata di denti caniniformi relativamente piccoli. La pinna dorsale ha da 10 a 11 raggi spiniformi, la pinna anale ne ha 3, entrambe le pinne sono appuntite nella parte posteriore, l'anale in specie forma una punta molto acuta. Le pinne pettorali sono lunghe e la punta raggiunge l'altezza dell'ano. Le scaglie sopra la linea laterale sono disposte in linee oblique. La colorazione è olivacea (raramente argentea) sul dorso e la parte alta dei fianchi e rossastra sul ventre e la parte inferiore dei lati. Sulla parte posteriore del fianco, appena sopra la linea laterale e all'altezza della porzione molle della pinna dorsale è presente un punto nero delle dimensioni della pupilla. Sono presenti due linee blu sotto l'occhio fino al muso, la posteriore continua fino alla parte superiore dell'opercolo branchiale. Il lobo superiore della pinna caudale e una porzione variabile della dorsale hanno il colore olivaceo del dorso, il resto delle pinne sono rossicce.
La taglia massima nota è di 94 cm, la lunghezza media è di circa 50 cm. Il peso massimo registrato è di 15,6 kg.

## Biologia
Vive fino a 29 anni.

### Comportamento
Specie moderatamente gregaria forma piccoli banchi durante il giorno che si separano nelle ore notturne. È un animale curioso e poco diffidente.

### Alimentazione
L. analis è un predatore che caccia pesci ossei, molluschi cefalopodi e gasteropodi (tra cui Strombus gigas) e crostacei (gamberi e granchi). Caccia sia di giorno che di notte.

### Riproduzione
Si riproduce durante i mesi primaverili ed estivi. Forma aggregazioni riproduttive.

## Pesca
La carne è considerata di eccellente qualità e raggiunge prezzi molto elevati sebbene sia talvolta ciguatossica. Viene catturato con reti di vario genere, lenze, palamiti, nasse o con il fucile subacqueo.

## Conservazione
Si tratta di una specie con ampio areale, soggetta a una pesca intensa. Il fatto che costituisca aggregazioni riproduttive in tempi e luoghi prevedibili la rende soggetta alla sovrapesca di soggetti in riproduzione, impedendo la ricostituzione degli stock. A questa minaccia si aggiunge la cattura dei giovanili come bycatch durante la pesca dei gamberi e la degradazione degli habitat costieri in molte aree. Le catture sono in calo e le popolazioni sembrano in generale decrescita. Sono state approvate in diversi stati misure di protezione come misure minime, limiti di cattura, periodi di divieto di pesca durante i mesi riproduttivi e istituzione di aree marine protette. La lista rossa IUCN classifica questa specie come "prossima alla minaccia".